# Аксельссон, Сунь
Миньон (Сунь) Вальгейде Аксельссон-Пипер (швед. Mignon Sun Walheide Axelsson Piper; 10 августа 1935, Гётеборг, Швеция — 14 января 2011, Стокгольм, Швеция) — шведская писательница, журналистка, переводчик и критик, педагог, радиоведущая.

## Жизнеописание
Сунь была младшей дочерью в семье городского садовника Карла Эдвина и Миньон Аксельссонов. Окончив Стокгольмский университет (специальность «история литературы»), преподавала в стокгольмских школах и работала журналисткой в изданиях BLM и Ord & Bild, а также в нескольких дневных и вечерних газетах — Expressen, Aftonbladet и Stockholms-Tidningen. Публиковала критические статьи в изданиях Paletten и Chaplin.
Много времени Аксельссон провела в Греции и странах Латинской Америки. В 1960-х она работала в университете Сантьяго. Была в близких отношениях с Никанором Парра, дружила с писателями Пабло Нерудой, Хорхе Тейльером, Энрике Лином, Хорхе Эдвардсом и с Виолеттой Парра. В 1998 году Сунь Аксельссон получила от чилийского правительства отличие имени Габриэлы Мистраль за заслуги перед чилийской культурой.
Свои впечатления писательница передала в произведениях «Колыбель огня» и «Камни во рту», причём последнюю книгу издала под псевдонимом Ян Улоф Хедлунд. Аксельссон была свидетелем переворота в Чили 1973 года и описала тогдашние события в сборнике «Террор в Чили».
Опубликовав сборники поэзии, прозаические произведения и несколько переводов испанских писателей, в 1978 году Аксельссон сполна заявила о себе автобиографическим романом «Мечты о жизни». Это была первая часть трилогии. Следующими частями стали «Медовые волки» и «Ночное время года».
Писательница перевела на шведский язык с испанского, французского, английского и греческого языков произведения таких авторов, как Федерико Гарсиа Лорка, Хорхе Луис Борхес, Гарольд Пинтер, Яннис Рицос, Октавио Пас, Хорхе Тейльер, Тереса Кальдерон, Томас Харрис, Серхио Бадилья Кастильо, Хуан Камерон, Серхио Инфанте и Карлос Хейвитс.
На Шведском радио Сунь Аксельссон, в частности, в 1979, 1985, 1986 и 1993 годах была ведущей популярной программы «Лето» (швед. Sommar). Она также работала на Шведском телевидении, для которого создала, помимо всего прочего, документальные фильмы о писателях Артуре Лундквисте и Пабло Неруда.
Писательница получила несколько литературных премий. Она приняла участие во многих фестивалях поэзии — в частности, в Риме, Лахти, Струге (Югославия) и в городах Канады.
Умерла 14 января 2011 года — из-за длительной тяжелой болезни.